# Salé, Sucré
Pour plus de détails, voir Fiche technique et Distribution.
Salé, Sucré (飲食男女, Yin shi nan nu) est un film taïwanais réalisé par Ang Lee, sorti en 1994.

## Synopsis
Un grand chef cuisinier, veuf depuis des années, vit avec ses trois filles, jeunes adultes, pour qui il prépare chaque dimanche de somptueux repas traditionnels. Ceux-ci constituent l'ordinaire culinaire de cette famille, et les trois filles montrent un air un peu détaché au cours des repas. L'aînée, Jia-Jen, convertie au christianisme, est professeur de chimie ; à la suite d'une déception amoureuse, elle vit solitaire, dévouée à la religion et à son père. La plus jeune, Jia-Ning, a 20 ans ; très "nature", elle est étudiante et travaille dans un fast-food. La cadette, Jia-Chien, en pleine réussite professionnelle, qui semble la plus indépendante et la première à vouloir prendre son envol, se heurte aux échecs successifs de sa vie amoureuse et de son projet de déménagement… Elle est en conflit larvé avec son père, et ce conflit est l'un des noeuds du film.
Deux fils rouges dans ce film : la cuisine chinoise, art sophistiqué qui demande du temps, symbole de traditions qui se perdent dans la modernité taïwanaise; et le regard que les filles portent sur leur père, qu'elles voient comme un homme vieillissant, dont elles pensent qu'il supportera mal leur départ, sans se rendre compte que c'est largement lui qui s'occupe d'elles et attend qu'elles prennent leur envol pour pouvoir enfin vivre un nouveau chapitre, qu'il est encore très "vivant".

## Fiche technique
- Titre français : Salé, Sucré
- Titre original : Yin shi nan nu 飲食男女
- Titre anglais : Eat Drink Man Woman
- Réalisation : Ang Lee
- Scénario : Ang Lee, Wang Hui-ling et James Schamus
- Production : Ted Hope (en), Kong Hsu, Li-Kong Hsu, Feng-Chyt Jiang et James Schamus
- Musique : Mader
- Photographie : Jong Lin
- Montage : Tim Squyres
- Décors : Fu-Hsiung Lee
- Costumes : Wen-Chi Chen
- Sociétés de production : Ang Lee Productions, Central Motion Pictures et Good Machine
- Distribution : UGC (France), The Samuel Goldwyn Company (États-Unis)
- Pays d'origine : Taïwan
- Langue originale : mandarin
- Format : Couleurs - Dolby - 1,85:1 - 35 mm
- Genre : comédie dramatique
- Durée : 123 minutes
- Dates de sortie[1] :
  -  États-Unis : 3 août 1994
  -  France : 5 octobre 1994

## Distribution
- Sihung Lung : Chu
- Yu-Wen Wang (en) : Jia-Ning
- Jacklyn Wu : Jia-Chien
- Yang Kuei-mei : Jia-Jen
- Sylvia Chang : Jin-Rong
- Winston Chao : Li Kai
- Chen Chao-jung (en) : Guo Lun

## À noter
- Un remake a été tourné en 2001, par María Ripoll, sous le titre Tortilla Soup.

## Récompenses et distinctions
- Nommé pour l'Oscar du meilleur film en langue étrangère aux Oscars 1995